# Ines Rudolph
Ines Rudolph es una deportista de la RDA que compitió en piragüismo en la modalidad de aguas tranquilas. Ganó una medalla de oro en el Campeonato Mundial de Piragüismo de 1987, en la prueba de K4 500 m.

## Palmarés internacional
| Campeonato Mundial | Campeonato Mundial | Campeonato Mundial | Campeonato Mundial |
| Año                | Lugar              | Medalla            | Evento             |
| ------------------ | ------------------ | ------------------ | ------------------ |
| 1987               | Duisburgo (RFA)    | Medalla de oro     | K4 500 m           |